# Příborská pahorkatina
Příborská pahorkatina je geomorfologický podcelek Podbeskydské pahorkatiny, ležící na severovýchodě České republiky. Nejvyšším bodem je vrchol Na Kamenném (502 m n. m.) v Novojičínské pahorkatině. Tvoří jej pět okrsků (Novojičínská pahorkatina, Palačovská brázda, Helštýnská vrchovina, Libhošťská pahorkatina a Hluzovská pahorkatina).